# (11554) Asios
(11554) Asios ist ein Asteroid aus der Gruppe der Jupiter-Trojaner, der am 22. Januar 1993 von E. W. Elst an der Europäischen Südsternwarte entdeckt wurde. Man bezeichnet damit Asteroiden, die auf den Lagrange-Punkten auf der Bahn des Jupiter um die Sonne laufen.
Benannt wurde der Asteroid nach Asios, einem Krieger des Aeneas im Trojanischen Krieg.